# Miss France 2002
Miss France 2002 est la 72e élection de Miss France. Elle a lieu le 8 décembre 2001 dans la salle de La Filature, à Mulhouse, en Alsace. La cérémonie est diffusée en direct sur TF1 et est présentée pour la 7e année consécutive par Jean-Pierre Foucault.
Sylvie Tellier, Miss Lyon 2001 remporte le titre et succède à Élodie Gossuin, Miss France 2001.

## Classement final
| Résultats        | Candidates | Concours internationaux                                   |
| ---------------- | --- | --------------------------------------------------------- |
| Miss France 2002 | - Miss Lyon - Sylvie Tellier | Non classée lors de Miss Univers 2002                     |
| 1re dauphine     | - Miss Guadeloupe - Sandra Bisson |                                                           |
| 2e dauphine      | - Miss Côte d'Azur - Louise Prieto | Top 10 à Miss Europe 2002                                 |
| 3e dauphine      | - Miss Artois-Hainaut - Emmanuelle Jagodsinski | 1re dauphine de Miss International 2002                   |
| 4e dauphine      | - Miss Normandie - Sarah Tillard |                                                           |
| Top 12           | - Miss Aquitaine - Céline Reiter (5e dauphine) - Miss Réunion - Raïssa Law-Wan (6e dauphine) - Miss Île-de-France - Émilie François - Miss Languedoc - Agnès Fouques - Miss Lorraine - Sandra Thiringer - Miss Mayotte - Maïté Boudy - Miss Provence - Laetitia Duffaux | Laetitia Duffaux participe à Miss Model of the World 2002 |

### Prix attribués
| Prix                    | Candidates                                    |
| ----------------------- | --------------------------------------------- |
| Prix de la Beauté noire | Miss Martinique - Florence Jean-Louis         |
| Prix de l'Élégance      | Miss Pays de Savoie - Anne-Valérie Michellier |
| Prix de la Sympathie    | Miss Périgord - Céline Fourestié              |

## Ordre d'annonce des finalistes
| 1. Miss Lyon 2. Miss Artois-Hainaut 3. Miss Côte d'Azur 4. Miss Normandie 5. Miss Lorraine 6. Miss Mayotte 7. Miss Guadeloupe 8. Miss Île-de-France 9. Miss Réunion 10. Miss Provence 11. Miss Aquitaine 12. Miss Languedoc | 1. Miss Côte d'Azur 2. Miss Guadeloupe 3. Miss Normandie 4. Miss Artois-Hainaut 5. Miss Lyon |

## Préparation
Le voyage de préparation des candidates a lieu au Maroc.
L'élection se tient à la Salle de la Filature de Mulhouse, en Alsace. C'est la deuxième fois que la ville accueille l'élection, après celle de Miss France 1970,.

## Déroulement
Les candidates ouvrent la cérémonie en costume régional, puis est diffusé leur portrait par groupe de 15 candidates, entrecoupé par la présentation du jury. Les candidates défilent ensuite en maillot de bain puis en robe de soirée. Les 12 demi-finalistes sont annoncées et défilent en robe de soirée, accompagnées de Richard Sanderson (pour la deuxième année consécutive). Elles sont ensuite interrogées par Jean-Pierre Foucault. Les 12 demi-finalistes défilent en maillot de bain, puis le top 5 est annoncé.
Hélène Ségara, la troupe de Georgian Legend, Sébastien Chato de la comédie musicale Roméo et Juliette et Julien Clerc se produisent durant l'élection.

## Jury
| Membre                           | Notes                       |
| -------------------------------- | --------------------------- |
| Yves Coppens (président du jury) | Paléontologue               |
| Nicolas Jeanjean                 | Rugbyman                    |
| Luc Plamondon                    | Producteur                  |
| Carole Rousseau                  | Animatrice de télévision    |
| Charles Philippe d'Orléans       | Duc                         |
| Julie                            | Animatrice radio d'Europe 1 |
| Smaïn                            | Acteur et humoriste         |
| Anne Barrère                     | Productrice de TV           |
| Suzanne Iskandar                 | Miss France 1985            |
| Suzanne Angly                    | Miss France 1969            |

## Candidates
| Région                    | Nom                     | Âge    | Taille | Élue à                   | Résidence                |
| ------------------------- | ----------------------- | ------ | ------ | ------------------------ | ------------------------ |
| Miss Albigeois            | Nadia Guerraoui         | 21 ans | 1,74 m | Lisle-sur-Tarn           | Aiguefonde               |
| Miss Alsace               | Julie Nobel             | 18 ans | 1,78 m | Wittenheim               |                          |
| Miss Anjou                | Estelle Davy            | 22 ans | 1,73 m | Cholet                   | Angers                   |
| Miss Aquitaine            | Céline Reiter           | 19 ans | 1,78 m | Castillon-la-Bataille    | Le Passage               |
| Miss Artois-Hainaut       | Emmanuelle Jagodsinski  | 19 ans | 1,82 m | Saint-Amand-les-Eaux     | Hénin-Beaumont           |
| Miss Auvergne             | Hélène Linard           | 20 ans | 1,76 m | Jussac                   |                          |
| Miss Berry                | Virginie Leglaive       | 22 ans | 1,75 m | Déols                    | Arçay                    |
| Miss Bourgogne            | Laure Matioli           | 18 ans | 1,77 m | Paray-le-Monial          | Marsannay-le-Bois        |
| Miss Bretagne             | Céline Autricque        | 21 ans | 1,79 m | Saint-Herblain           | Nantes                   |
| Miss Calédonie            | Stéphanie Chalumeau     | 23 ans | 1,86 m | Nouméa                   |                          |
| Miss Camargue             | Magalie Savé            | 21 ans | 1,72 m | Nîmes                    | Uzès                     |
| Miss Cévennes             | Sophie Pépin            | 22 ans | 1,72 m | Pont-Saint-Esprit        | Caveirac                 |
| Miss Champagne-Ardenne    | Anne-Sophie Valentin    | 19 ans | 1,78 m | Aÿ-Champagne             | Châlons-en-Champagne     |
| Miss Charente             | Eugénie Lassey          | 21 ans | 1,79 m | Soubise                  | Cognac                   |
| Miss Comminges            | Candice Jalran          | 20 ans | 1,75 m | Saint-Gaudens            | Saint-Gaudens            |
| Miss Corse                | Jessica Mathieu         | 19 ans | 1,74 m | Porticcio                | Bastia                   |
| Miss Côte d'Azur          | Louise Prieto           | 20 ans | 1,82 m | Nice                     | Gorbio                   |
| Miss Flandre              | Gwenaëlle Leloet        | 20 ans | 1,72 m | Gravelines               |                          |
| Miss Franche-Comté        | Anne-Laure Vouillot     | 18 ans | 1,76 m | Morvillars               | Longeville               |
| Miss Gascogne             | Laurie Dayres           | 20 ans | 1,78 m | Fleurance                | Mont-de-Marsan           |
| Miss Guadeloupe           | Sandra Bisson           | 21 ans | 1,77 m | Pointe-à-Pitre           | Pointe-à-Pitre           |
| Miss Guyane               | Dhéa Samson             | 19 ans | 1,81 m | Cayenne                  |                          |
| Miss Île-de-France        | Émilie François         | 18 ans | 1,78 m | Bourron-Marlotte         | Suresnes                 |
| Miss Languedoc            | Agnès Fouques           | 21 ans | 1,72 m | Carnon                   | Alès                     |
| Miss Loire-Forez          | Carine Ricco            | 19 ans | 1,76 m | Saint-Galmier            |                          |
| Miss Lorraine             | Sandra Thiringer        | 20 ans | 1,76 m | Hagondange               |                          |
| Miss Lyon                 | Sylvie Tellier          | 23 ans | 1,72 m | Lyon                     | Lyon                     |
| Miss Maine                | Tatiana Morin           | 21 ans | 1,74 m | Renazé                   | Clermont-Créans          |
| Miss Marche-Limousin      | Stéphanie Kaczor        | 21 ans | 1,78 m | Brive-la-Gaillarde       |                          |
| Miss Martinique           | Florence Jean-Louis     | 21 ans | 1,72 m | Fort-de-France           |                          |
| Miss Mayotte              | Maïté Boudy             | 20 ans | 1,81 m | Mamoudzou                |                          |
| Miss Midi-Pyrénées        | Nadia Gillet            | 21 ans | 1,72 m | Toulouse                 | Colomiers                |
| Miss Normandie            | Sarah Tillard           | 19 ans | 1,76 m | Vire                     | Lisieux                  |
| Miss Orléanais            | Magali Girard           | 18 ans | 1,76 m | Montargis                | Saint-Pryvé-Saint-Mesmin |
| Miss Paris                | Élodie De Maria         | 19 ans | 1,76 m | Paris                    | Évry                     |
| Miss Pays de l'Ain        | Patricia Recanati       | 23 ans | 1,73 m | Ambérieu-en-Bugey        | Virieu-le-Grand          |
| Miss Pays de Savoie       | Anne-Valérie Michellier | 21 ans | 1,74 m | Sevrier                  |                          |
| Miss Pays du Velay        | Marine Gazanion         | 19 ans | 1,77 m | Monistrol-sur-Loire      |                          |
| Miss Périgord             | Céline Fourestié        | 18 ans | 1,74 m | Bergerac                 | Saint-Sylvestre-sur-Lot  |
| Miss Picardie             | Christelle Lenoble      | 22 ans | 1,77 m | Saint-Quentin            | Vivaise                  |
| Miss Poitou               | Caroline Talbot         | 18 ans | 1,77 m | Aizenay                  | Thouars                  |
| Miss Provence             | Laetitia Duffaux        | 20 ans | 1,81 m | Saint-Raphaël            | Cavaillon                |
| Miss Quercy-Rouergue      | Frédérique Bourdie      | 20 ans | 1,72 m | Villefranche-de-Rouergue | Decazeville              |
| Miss Réunion              | Raïssa Law-Wan          | 21 ans | 1,79 m | Saint-Denis              | Le Port                  |
| Miss Rhône-Alpes          | Mélanie Georges         | 21 ans | 1,78 m | Le Perréon-en-Beaujolais | Septème                  |
| Miss Sologne Val de Loire | Carole Roques           | 21 ans | 1,72 m | Romorantin-Lanthenay     |                          |

## Observations